# 昂·賓特
昂·賓特（羅馬化：Aung Pwint，發音：[ʔàʊɴ pwɪ̰ɴ]，1950年11月11日—），筆名Maung Aung Pwint，出生於緬甸伊洛瓦底省首府勃生，Thabaung鄉的Payagone村，是一位記者與紀錄片製作人；他1999年遭緬甸國家和平與發展委員會（SPDC）逮捕監禁，原因是緬甸軍政府指控他擁有傳真機所有權，並發送新聞。

## 紀錄片工作
昂·賓特在1967年第一次被當局逮捕入獄，時間長達一年；據國際組織人權觀察的描述，他是因為「接觸學生運動」而遭逮捕；1978年，他再次被捕入獄17個月。
1998年緬甸發生影響廣泛的親民主抗議活動，民眾反對吳奈溫將軍的統治，在此期間昂·賓特擔任人民和平示威委員會（People's Peaceful Demonstration Committee）秘書；後來抗議活動遭到鎮壓，昂·賓特轉而加入一個媒體集團，該媒體拍攝緬甸人民的日常生活，將之製作成紀錄片。這些紀錄片1996年被國家和平與發展委員會禁止，因為它們「顯示出緬甸社會和生活水準的低落」。
昂·賓特仍繼續拍攝，這期間他也接了旅遊和教育單位的委託拍攝紀錄片，但針對貧困與強迫勞動的主題，他始終沒有放棄。這些影像仍透過緬甸內外的秘密網路發送。在此期間，昂·賓特也與緬甸詩人、電影製作人吳當墩合作，當時吳當墩以筆名「Nyein Thit」聞名於國內。

## 1999年被捕入獄
1999年11月4日，昂·賓特與吳當墩遭逮捕，當局指控昂·賓特非法持有一台傳真機，並發送新聞給遭禁止的平面媒體。兩人一同受審，被判8年徒刑，昂·賓特被關在Tharawaddy監獄。
昂·賓特的入獄使得他的家庭頓失支柱，據報導，他的家人陷於極度貧困中。國際特赦組織的報告顯示，昂·賓特在獄中受胃潰瘍所苦，健康狀況相當危險。後來經過海外獨立緬甸雜誌《伊洛瓦底》在國際上的積極奔走與營救下，2005年7月，當局特赦記者，昂·賓特也在其中，由於事出突然，他在獄中撥了電話給家人，告知他已獲釋。而吳當墩則沒那麼幸運，儘管據報導他在獄中患有腦方面的疾病，他仍服滿8年刑期，在2007年4月1日才獲釋。

## 國際關注與獲獎
國際特赦組織對於昂·賓特遭逮捕表示抗議，將他列為良心犯；2001年，人權觀察授予他「海爾曼/哈米特獎」（Hellman/Hammett Grant for writers），以表彰他在面對政治迫害時的勇氣。
2004年，昂·賓特與吳當墩同獲國際組織保護記者委員會頒發的國際新聞自由獎；華盛頓郵報也讚他們為「新聞自由的英雄」。